# Мале Страціни
Мале Страціни (словац. Malé Straciny) — село, громада округу Вельки Кртіш, Банськобистрицький край, центральна Словаччина, регіон Новоград. Кадастрова площа громади — 6,84 км².
Населення 135 осіб (станом на 31 грудня 2017 року).

## Історія
Мале Страціни вперше згадуються в 1236 році.

## Населення
| Рік:            | 1994. | 2004.    | 2014.    | 2024.   |
| --------------- | ----- | -------- | -------- | ------- |
| Кількість осіб: | 154   | 119      | 138      | 149     |
| Різниця:        |       | -22,72 % | +15,96 % | +7,97 % |

| Рік:            | 2023. | 2024.   |
| --------------- | ----- | ------- |
| Кількість осіб: | 147   | 149     |
| Різниця:        |       | +1,36 % |